# Melgar (kommun)
Melgar är en kommun i Colombia.   Den ligger i departementet Tolima, i den centrala delen av landet, 80 km sydväst om huvudstaden Bogotá. Antalet invånare är 32 774.